# 忍者はどこじゃ
「忍者はどこじゃ」（にんじゃはどこじゃ）とは、1985年12月 - 1986年1月にNHKの『みんなのうた』で放送された曲。作詞：黒木一由、作曲：関口和之、編曲：高田弘、歌：高見恭子。

## 概要
1番で布団の中でおねしょをしたり、2番で教室の中で0点を採ったりするのは忍者の仕業だが忍者が謝罪していると母に歌っている。最後は忍者がいなくなっても寂しくて泣いたりしないと母に言う。尺の都合上放送では3番が省略された（父の笑顔は自分の笑顔と似てるが父の怒った顔は母に似てるという歌詞）。「ココジャ」「ドロンパ」といった合いの手が入るのが特徴である。
高見恭子の初の『みんなのうた』出演作。東芝EMI (JAPON)からレコードが販売された（編曲は新田一郎によるもの）。CDは山野さと子らによるカバーがCD化されているのみで、高見歌唱によるCD化は行われていない。
作曲の関口和之はサザンオールスターズのメンバーである。映像は月岡貞夫製作のアニメ。